# رودی پواناژ
رودی پواناژ (انگلیسی: Rudy Pevenage؛ زادهٔ ۱۵ ژوئن ۱۹۵۴) دوچرخه‌سوار اهل بلژیک است.